# 火の鳥 (マハヴィシュヌ・オーケストラのアルバム)
『火の鳥』（原題：Birds of Fire）は、マハヴィシュヌ・オーケストラが1973年に発表した2作目のアルバム。

## 解説
バンドにとって最大のヒット作で、アメリカのBillboard 200で15位に達したのに加えて、イギリスでも初のチャート・インを果たして最高20位に達した。裏ジャケットには、シュリ・チンモイによる「Revelation」という詩が掲載されている。

## 評価
ジャズを専門的に扱うウェブサイトAll About Jazzの2002年の記事では、「このアルバムはフュージョンの古典である。ジョン・マクラフリンの痙攣でも起こしたかのような旋律は彼のギターに地獄の底へ突き落すほどの恐怖を与えたことだろう。もしあなたが、音楽をやり始めたばかりの初心者をビビらせてやりたいと思ったときはこのアルバムの1曲目をあなたのステレオから大音量で流せば良い。きっと聴いた者はどこかへ逃げていくだろう」という評価がなされている。

## カヴァー
- 「火の鳥」は、マハヴィシュヌ・オーケストラのトリビュート・アルバム『Visions of an Inner Mounting Apocalypse: A Fusion Guitar Tribute』（2005年）において、ヴィニー・カリウタ、ミッチェル・フォアマン、スティーヴ・ルカサーの共演という形で取り上げられた[5]。

## 収録曲
全曲ジョン・マクラフリン作曲。全曲インストゥルメンタル。
1. 火の鳥 - "Birds of Fire" - 5:42
2. マイルス・ビヨンド (マイルス・デイビス) - "Miles Beyond (Miles Davis)" - 4:39
3. 天界と下界を行き交う男 - "Celestial Terrestrial Commuters" - 2:53
4. サファイア・バレット・オブ・ピュア・ラヴ - "Sapphire Bullets of Pure Love" - 0:22
5. サウザンド・アイランド・パーク - "Thousand Island Park" - 3:21
6. ホープ - "Hope" - 1:57
7. ワン・ワード - "One Word" - 9:55
8. サンクチュアリ - "Sanctuary" - 5:03
9. オープン・カントリー・ジョイ - "Open Country Joy" - 3:54
10. リゾリューション - "Resolution" - 2:10

## 参加ミュージシャン
- ジョン・マクラフリン - ギター
- ジェリー・グッドマン - ヴァイオリン
- ヤン・ハマー - キーボード
- リック・レアード - ベース
- ビリー・コブハム - ドラムス